# زاميا أمازونية
زاميا أمازونية (الاسم العلمي: Zamia amazonum) هو نوع من النباتات يتبع جنس الزاميا من الفصيلة الزامية.